# Castillon (Calvados)
Castillon település Franciaországban, Calvados megyében. Lakosainak száma 368 fő (2022. január 1.). Castillon Cahagnolles, Noron-la-Poterie, Planquery, Saint-Paul-du-Vernay, Le Tronquay és Balleroy-sur-Drôme községekkel határos.

## Népesség
A település népességének változása:
| Lakosok száma | 325  | 294  | 284  | 295  | 332  | 334  | 344  | 349  | 352  | 368  |
|               | 1968 | 1982 | 1990 | 2006 | 2013 | 2015 | 2017 | 2019 | 2020 | 2022 |